# Estat Lliure de Schaumburg-Lippe
|  | No confondre amb l'Estat Lliure de Lippe |

L'Estat Lliure de Schaumburg-Lippe (alemany: Freistaat Schaumburg-Lippe
) va ser creat arran de l'abdicació del Príncep Adolf II de Schaumburg-Lippe el 15 de novembre de 1918. Durant la República de Weimar fou un estat integrant de la federació dirigit per un Ministre President. Durant el règim nazi se suprimí el govern democràtic. En acabar la Segona Guerra Mundial el govern d'ocupació militar britànic va decretar l'1 de novembre de 1946 la unió de Schaumburg-Lippe, la Província prussiana de Hannover, l'Estat Lliure de Brunsvic, i l'Estat Lliure d'Oldenburg per formar el Land de la Baixa Saxònia.

## Governants

### Ministre d'Estat
- Friedrich Freiherr von Feilitzsch (15 novembre 1918 – 3 desembre 1918)

### President del Consell Estatal
- Heinrich Lorenz (SPD, 4 desembre 1918 – 14 Març 1919)

### Consellers d'Estat
- Otto Bönners (14 Març 1919 – 22 maig 1922)
- Konrad Wippermann (22 maig 1922 – 28 maig 1925)
- Erich Steinbrecher (SPD, 28 maig 1925 – 7 octubre 1927)
- Heinrich Lorenz (SPD, 7 octubre 1927 – 7 March 1933)
- Hans-Joachim Riecke (NSDAP, 1 Abril – 23 maig 1933)

### Presidents estatals
- Alfred Meyer (NSDAP, Reichsstatthalter; 16 maig 1933 – 4 Abril 1945)
- Karl Dreier (NSDAP, 25 maig 1933 – Març 1945)

### Ministre
- Heinrich Hermann Drake (SPD, 1945 – 30 April 1946)

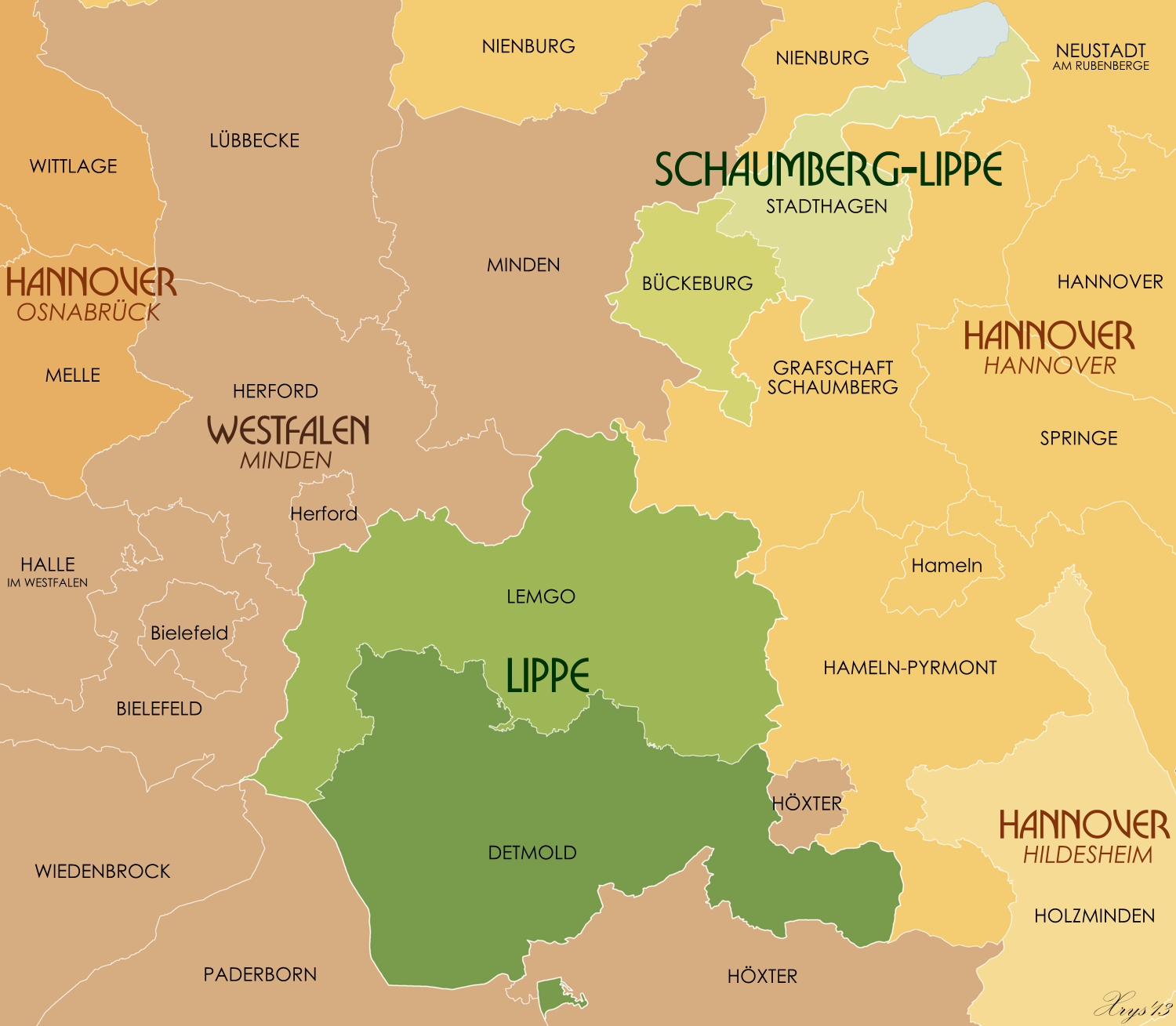
El mapa mostra la localització dels Estats de Lippe i de Schaumberg-Lippe

## Vegis també
- Estats de la República de Weimar